# Senecio chrysocoma
Senecio chrysocoma là một loài thực vật có hoa trong họ Cúc. Loài này được Meerb. miêu tả khoa học đầu tiên.